# Энквист, Людмила Николаевна
Людмила Николаевна Энквист (швед. Ludmila Engquist; род. 21 апреля 1964, Беломестная Криуша, Тамбовская область) — советская и российская, впоследствии шведская спортсменка (лёгкая атлетика, бобслей). Девичья фамилия — Леонова, фамилия по первому мужу — Нарожиленко.
Заслуженный мастер спорта СССР (1992).

## Биография
Родилась в Тамбовской области. С пяти лет жила в Череповце. В школе занималась спортивной гимнастикой, выполнила норматив кандидата в мастера спорта. Затем занялась лёгкой атлетикой. В 1981 году во время летних каникул она оказалась в ДЮСШ г. Мичуринска. Людмила попала в группу к молодому тренеру Николаю Николаевичу Нарожиленко. Она показалась ему способной и он уговорил родителей Людмилы оставить её тренироваться в Мичуринске. Николай Нарожиленко, у которого она тренировалась после окончания школы, впоследствии стал её мужем.
Первую медаль (серебряную) в барьерном беге завоевала в 1988 году на чемпионате СССР. В 1991 году выиграла чемпионат СССР и чемпионат мира по лёгкой атлетике. Однако в 1993 году за употребление допинга была дисквалифицирована на два года (стероиды якобы специально подсыпал Людмиле муж Николай Нарожиленко). После этого она развелась с мужем, вышла замуж за гражданина Швеции Юхана Энквиста и приняла шведское подданство. Выступая за Швецию, в 1996 году стала олимпийской чемпионкой.
В 1999 году закончила легкоатлетическую карьеру и занялась бобслеем в надежде стать первой женщиной, выигравшей как летние, так и зимние Олимпийские игры. Однако в 2001 году вновь была уличена в применении допинга, после чего оставила большой спорт.
От первого мужа имеет дочь.